# Os Três da Vida Airada
Os três da vida airada é um filme português realizado em 1952, estreado em 21 de agosto de 1952 no cinema São Jorge e  realizado por Perdigão Queiroga. Teve argumento de Manuel da Fonseca e os principais actores foram António Silva, Milu, Eugénio Salvador e Vasco Morgado. 

## Sinopse
Este filme é uma comédia que tem como palco a nova Lisboa moderna da década de 1950, designada por Avenidas Novas e onde acompanhamos as aventuras e desventuras de um trio de amadores de teatro. Lucas é viúvo e vive com a sua afilhada, Lena. Ele é proprietário de uma tipografia e inseparável do empregado Lico, que elabora todo o trabalho gráfico exigido por Lucas. Os três ocupam todo o seu tempo com o amor ao teatro,  num clube de bairro, onde ensaiam uma comédia musical, até ao dia em que são apresentados a um empresário, Rui Seabra, que lhes promete carreira e fama no teatro. Mas Lena e Rui apaixonam-se, para desespero de Lico, e a confusão instala-se.
O seu padrinho Lucas tenta separar os recém-apaixonados, pedindo a Rui que se afaste. Além disso, as provocações de uma antiga namorada de Rui provocam ciúmes em Lena. Lena, enciumada e desiludida com Rui, decide afirmar-lhe que irá casar com Lico, mas o seu coração estava com Rui. A tristeza de Lena aumenta e Lucas conseguirá a reconciliação. Quanto a Lico, conquistará a sua fama e felicidade como dançarino, descobrindo, através de um diálogo entre os dois amantes, que Lena amava Rui.

## Elenco
- Milú - Lena, atriz amadora
- António Silva - Lucas, tipógrafo, diretor de um clube de bairro
- Eugénio Salvador - Lico, tipógrafo e ator amador
- Vasco Morgado - Rui Seabra, empresário
- Maria Luísa - Estrelas
- Andrade e Silva - Renato
- Mário Alberto - realizador da comédia dos atores